# Santuari de Vida Salvatge de Bhadra
El Santuari de Vida Salvatge de Bhadra és una zona protegida i una reserva de tigres com a part del Project Tiger, situat a 23 km al sud de la ciutat de Bhadravathi i a 38 km al nord-oest de la ciutat de Chikkamagaluru, a l'estat de Karnataka, l'Índia El santuari Bhadra té un ampli ventall de flora i fauna i és un lloc popular per a les sortides diàries. Els 1.875 m sobre el nivell del mar d'Hebbe Giri són el cim del santuari.

## Geografia
El santuari de Bhadra consta de dues seccions adjacents. La secció principal occidental de Lakkavalli-Muthodi s'estén des 13˚22 'a 13˚47' de latitud N, 75˚29 'a 75˚45' de longitud E i la secció més petita del Bababudangiri oriental de 13˚30 'a 13˚33 'de latitud NY 75˚44' a 75˚47 'E de longitud.
L'elevació varia de 615 m (2.018 peus) a 1.875 m (6,152 peus), sent el punt més alt Kallathigiri en el límit oriental. El santuari està envoltat per les pintoresques turons i costeruts vessants dels turons de Mullayanagiri, Hebbegiri, Gangegiri i Bababudangiri. Amb 1.930 metres el pic Mullayanagiri a les muntanyes Baba Budan Giri prop del límit sud-est del santuari és el pic més alt entre l'Himàlaia i les Nilgiris.
Les cataractes de Hebbe de 168 m són a la part est del santuari. Les cataractes Manikyadhara es troba a la propera turó sagrat de Baba Budan Giri, Els afluents del riu Bhadra corren cap a l'oest a través del santuari. La frontera occidental del santuari està contigua a l'embassament de Bhadra i forma part de la seva àrea de captació de 1,968 km².
Jagara i Sirivase són els pobles situats dins el santuari. Bhadravathi, Tarikere, Birur són ciutats properes al santuari. Les ciutats metropolitanes més grans estan ben connectades a Bhadravthi i Birur per autobús i ferrocarril. Hi ha servei d'autobús local freqüent de Bhadravathi a Bhadra Dam i Bhadra WLS. L'aeroport més proper és a Mangalore, a uns 163 km del santuari de Vida Silvestre de Bhadra.

## Clima
Les temperatures varien de 10 ° a 35 ° C i la precipitació mitjana anual varia de 1200 mm a 2600 mm.

## Història
L'àrea va ser declarada primer com "santuari de la fauna de la vall de Jagara" en 1951 pel llavors govern de Mysore cobrint una àrea de 77.45 km². Després d'un estudi sistemàtic de la flora i la fauna de la zona i els seus voltants, la zona es va estendre fins a la seva actual extensió i va ser rebatejada com a santuari de Fauna de Bhadra a 1974.
El santuari de vida silvestre va ser declarat com un projecte Tiger (reserva de tigres) el 1998. Bhadra és la primera reserva de tigres al país per completar un programa reeixit de reubicació de llogarets. El pla de reubicació original va començar el 1974 i es va implementar completament el 2002 quan les 26 llogarets que existien al santuari es van traslladar amb èxit a M C Halli, que és a uns 50 km del Santuari.

## Biologia i ecologia
El santuari de fauna i flora d'Bhadra és un punt calent de biodiversitat. La major part de la zona es compon de boscos caducifolis secs, boscos caducifolis humits i boscos semipermanents. Les elevacions que van des 615 m a 1.875 m permeten una varietat de ecotips, incloent l'únic bosc de Shola / complex de praderies de muntanya a Bababudan Giri i altres parcel·les en altures superiors a 1.400 m (4.600 peus).

### Flora
Bhadra sosté més de 120 espècies de plantes. Una zona de 2 hectàrees de bosc caducifoli sec tropical té 46 espècies, 37 gèneres i 24 famílies. La família més abundant al bosc és la de les Combretaceae. Indigoberry (Randia dumetorum) és l'espècie dominant.
Al llarg del santuari les espècies comunes inclouen els gèneres Lagerstroemia, Adina, Grewia (tiliaefolia), Dillenia (pentagyna), el tec, Terminalia paniculata, Terminalia bellerica, Dalbergia latifolia, Pterocarpus marsupium, Gmelina arborea, espècies de figuera, Garcinia, Wrightia tinctoria, Caryota urens, Schleichera, Shorea, Anogeissus latifolia, Xylia xylocarpa, Careya arborea, Bambusa bambos i Dendrocalamus strictus.
És l'hàbitat de la valuosa teca i pal de rosa. L'altra fusta comercial al santuari inclou: mathi, Honne, Nandi, tadasalu i kindal. També hi ha bambú i diversos tipus de plantes medicinals.

### Fauna
Mamífers
En 2011 s'estimava que hi ha uns 33 tigres en Bhadra. Altres mamífers del santuari inclouen: elefant, gaur, ós morrut, senglar, lleopard negre, gat de jungla, xacal, gos salvatge, sambar, cérvol, muntjac, espècies de tragúlid, langur gris, macaco de capell, loris esvelt, civeta índia, civeta de palmera, pangolí, porc espí, esquirol volador i l'esquirol gegant de l'Índia.
Els carnívors petits inclouen: el gat lleopard, gat rovellat, mangosta vermella, mangosta de coll llistat i llúdrigues.
Rèptils
Alguns dels rèptils comunament albirats en aquest parc són la serp comuna de la vinya, Ahaetulla, la cobra reial, la cobra d'ulleres, Daboia russelii, Trimeresurus gramineus, serps de rata (diversos gèneres), Atretium schistosum, Lycodon capucinus, el varà de Bengala Varanus bengalensis, el llangardaix Draco o drac volador i els cocodrils perses.
Aus
El santuari de Bhadra compta amb més de 300 espècies d'aus, algunes endèmiques d'aquesta regió i algunes migratòries. Algunes de les espècies són: el colom maragda, colom imperial verd meridional, gran picot negre, periquito de Malabar, tord de Malabar i quatre espècies d'Hornbill.
Papallones
Alguns de les papallones són: yamfly, baronet, papallona de rosa carmesí, arbre de bambú marró i blau Pansy.

## Amenaces
Una amenaça creixent és la població humana en els llogarets properes al santuari i la invasió de les àrees que envolten la reserva de fauna de Bhadra. El pasturatge pels milers de caps de bestiar que pertanyen als vilatans és una amenaça. El bestiar contagia malalties com la febre aftosa als herbívors del parc. Durant el període 1989-1999, la pesta bovina va aniquilar a la major part de la població de gaur, que ascendia a més de mil, reduint la població al seu nombre actual. Amb programes proactius de vacunació del bestiar local, la població de gaur està de nou en augment.
Una altra preocupació deguda a la proximitat de la població és l'obtenció de productes forestals no fusters amb fins comercials i l'obtenció de fusta per a llenya. Això afecta la salut del bosc a llarg termini. Les altres grans amenaces són la pesca i la caça il·legal d'animals salvatges.
Les pràctiques de maneig del departament forestal són millorament de l'hàbitat, consolidació de límits, protecció contra la caça furtiva i els incendis i desenvolupament d'infraestructura. No obstant això, els fons operatius són insuficients ja que sovint es retarden. Hi ha problemes amb incendis freqüents que afecten l'hàbitat i la biodiversitat de Bhadra. El contraban de fusta d'arbres valuosos és un gran problema.
El projecte de reg de Tunga-Bhadra promet portar aigua a les àrees de menys pluja del districte de Chikmagalur mitjançant la transferència d'aigua del riu Tunga al riu Bhadra, però això representa una amenaça al pertorbar l'hàbitat natural del santuari de Bhadra.